# Torsken
Torsken là một đô thị trên bờ biển phía tây của hòn đảo ở Troms, Na Uy. Trung tâm hành chính của đô thị này là làng Gryllefjord. Nhà thờ Torsken được xây vào thế kỷ 18. Vườn quốc gia Ånderdalen nằm ở Torsken và lân cận Tranøy.
Torsken được thành lập ngày 1 tháng 1 năm 1902 khi nó được tách khỏi đô thị của Berg. Dân số ban đầu của Torsken là 1.229 người. Ngày 1 tháng 1 năm 1964, khu vực Rødsand của Torsken (dân số: 160) đã được chuyển giao cho các đô thị lân cận Tranøy.